# Акакій Каппадокійський

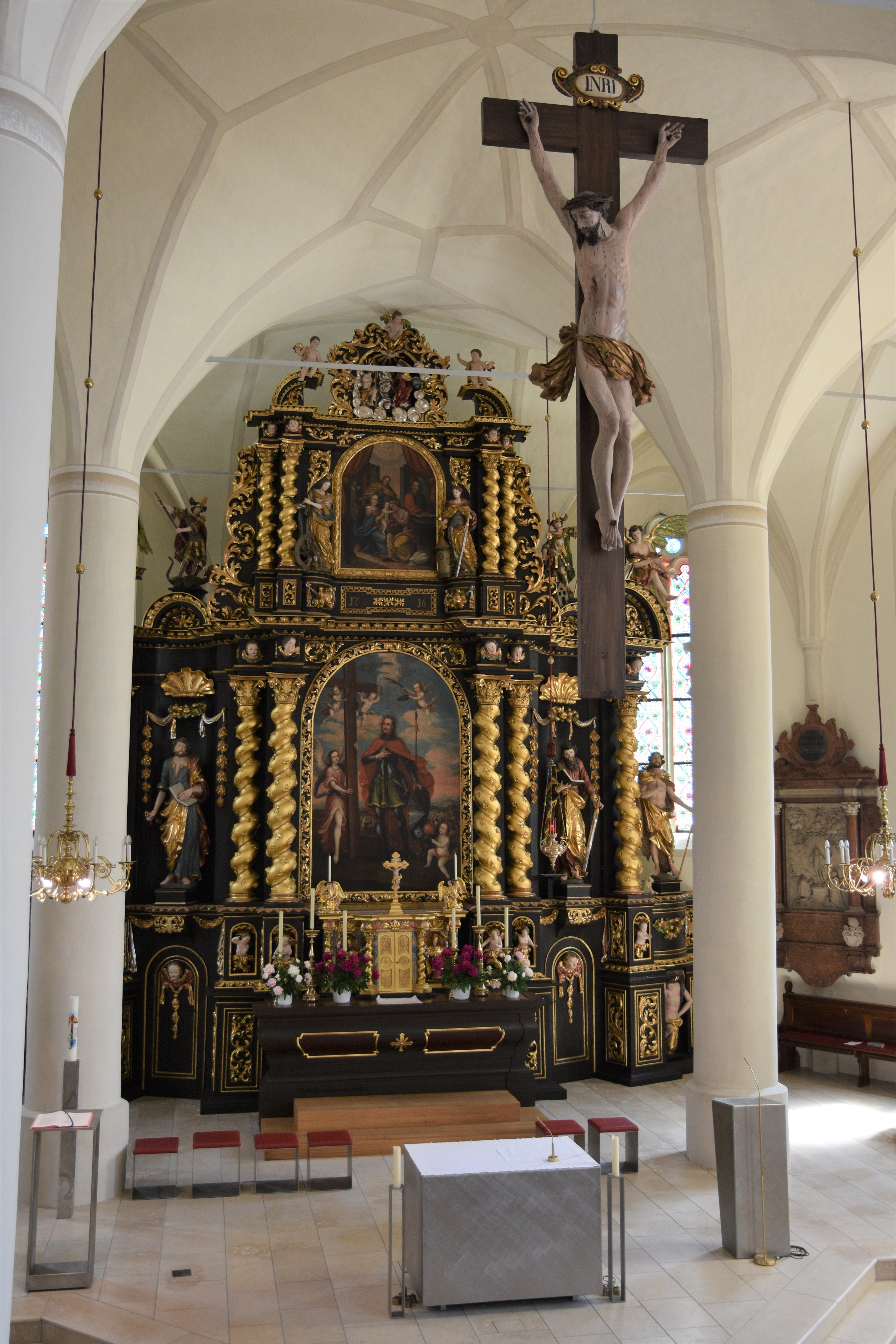
Церква св.Акакія, Шладмінг, Австрія

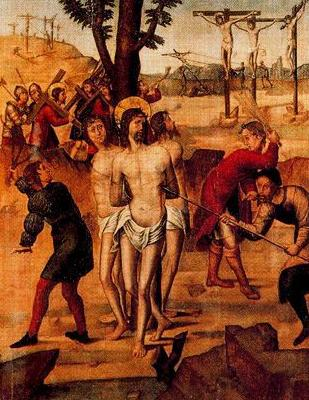
Агатій - Акакій - Акацій, мучеництво. Невід.художник, XVI ст, музей Прадо

Акакій Каппадокійський (також Ахатій Візантійський, Акацій, Агатій;  ?, Каппадокія, тепер Туреччина - 303/304 р. н.е., Візантій, Римська імперія) – християнський святий, мученик, вшановується як православною, так і католицькою церквами. Покровитель солдат, проти головного болю, страху смерті та безнадійних ситуацій; для сили в сумнівах. Ахатій –  один з чотирнадцяти святих помічників у потребах. День пам'яті за юліанським календарем - 20 травня, за григоріанським - 8 травня. Як один з чотирнадцяти святих помічників шанується 8 серпня. Ім'я Акакій означає незлобливий, Ахатій - Бог тримає.
За легендою був сотником римської армії, як християнин постраждав під час гонінь імператора Максиміана, хоча інколи вказують гоніння за імператора Галерія, які почалися пізніше - з 305 року.

У Константинополі мученику було присвячено кілька церков. У середині XV століття Ахатій був включений до Римського мартирологу. Під іменем Акато шанується в Авілі та Куенці, Іспанія, а також в Калабрії, Італія як Агарій.